# Vlag van Tarn-et-Garonne

Vlag van Tarn-et-Garonne

Vlag van Tarn-et-Garonne (variant)

De vlag van Tarn-et-Garonne is de niet-officiële vlag van het Franse departement Tarn-et-Garonne. Net als de meeste andere departementen van Frankrijk heeft Tarn-et-Garonne geen officiële vlag, maar wordt de hier rechts afgebeelde vlag op niet-officiële wijze gebruikt. De vlag is afgeleid van het wapen van dit departement.
De vlag is verdeeld in vier kwartieren. Hier is een beschrijving van de elk kwartieren:
1. Linksboven: Een gele of gouden leeuw luipaard op een rood veld.
2. Rechtsboven: Gekwartileerd van blauw met een witte leeuw, en rood met een gele korenschoof.
3. Linksonder: Een gele of gouden Occitaanse kruis op een rood veld.
4. Rechtsonder: Een gele of gouden luipaard met blauwe tong en klauwen op een rood veld.

Het ontwerp is een combinatie van de vlaggen van de voormalige provincies Rouergue (linksboven), Gascogne (rechtsboven), Languedoc (linksonder) en Guyenne (rechtsonder), aangezien het departement is gevormd uit een deel van het grondgebied van elk van deze provincies.
De variant van de vlag toont het wapen die voorgesteld door heraldist Robert Louis in 1950. Ook heeft deze vlag geen officiële status. Het ontwerp combineren de vlaggen van Guyenne (boven) met die van Languedoc (onder), omdat het departement is gevormd uit een deel van het grondgebied van elk van deze twee voormalige provincies.

Vlag van Rouergue
Vlag van Gascogne
Vlag van Languedoc
Vlag van Guyenne